# Bobóiedovo
Bobóiedovo (en rus: Бобоедово) és un poble (un possiólok) de la República de Mordòvia, a Rússia, segons el cens del 2010 tenia 2 habitants, pertany al municipi de Atiàixevo.